# Kai Edwards
Kai Edwards (Ámsterdam, Países Bajos; 10 de agosto de 1997) es un jugador de baloncesto neerlandés que mide 2,06 metros y juega de pívot. Actualmente milita en el Landstede Hammers de BNXT League. Es hermano del también baloncestista profesional Jesse Edwards.

## Trayectoria deportiva

### Universidad
Es un jugador formado en la Canarias Basketball Academy y que militaría durante 4 temporadas en Northern Colorado Bears. En su primera temporada en el curso 2016-17, Edwards promedió un total de 4,8 puntos, 5,1 rebotes y 0,3 asistencias durante los 29 partidos que jugó con su equipo disputando una media de 16,2 minutos por encuentro. Al año siguiente, disputó 28 partidos con una media de 7,2 minutos por encuentro, 2,2 rebotes, 0,3 asistencias y 2,3 puntos por encuentro.
En la temporada 2018-19 disputó 32 encuentros con 20,2 minutos de media por partido y 5,8 rebotes, 0,7 asistencias y 5,3 puntos de media por encuentro. En la temporada 2019-20 con los Northern Colorado Bears, el pívot holandés disputó 31 partidos con 22,2 minutos de media por encuentro y 7,1 rebotes, 0,8 asistencias y 9,4 puntos de media asumiendo un rol más importante en el trabajo defensivo de su equipo.

### Profesional
El 8 de agosto de 2020, llega a España para incorporarse al Club Imprenta Bahía San Agustín-Ávoris de la Liga LEB Oro. Tras realizar la pretemporada con dicho club, en octubre se compromete con TAU Castelló de la Liga LEB Oro, que lo firma para cubrir la marcha de Josep Puerto y la lesión de Tomas Pavelka. Completa la temporada 2020/21 con promedios de 7 puntos y 4.7 rebotes.
El 18 de julio de 2022, firma con el Club Melilla Baloncesto, equipo de LEB Oro española, para disputar la temporada 2022-23.
El 11 de enero de 2023, rescinde su contrato con el Club Melilla Baloncesto.
El 13 de enero de 2023, firma en el Juaristi ISB de Liga LEB Oro.
El 26 de julio de 2023, firma por el Feyenoord Basketbal de BNXT League.